# Херман IV фон Кранихфелд-Шауенфорст
Херман IV фон Кранихфелд-Шауенфорст (на немски: Hermann IV, Herr zu Kranichfeld-Schauenforst; † сл. 27 август 1383) е господар на господството Кранихфелд (1359) и господар на Кранихфелд-Шауенфорст (1375) в Тюрингия.

## Произход и наследство
Той е син на Херман III фон Кранихфелд († сл. 1362), господар на Кранихфелд, и съпругата му Ирмгард фон Кефернбург, дъщеря на граф Гюнтер IX фон Кефернбург-Люхов († 1332/ 1333) и Матилда фон Регенщайн († 1334), вдовица на граф Фридрих IV фон Фалкенщайн († 1310), дъщеря на граф Хайнрих III фон Регенщайн († 1311/1312) и графиня Елизабет фон Хоя († 1320). Внук е на Херман II фон Кранихфелд († сл. 1333), господар в Горен-Кранихфелд (1314), и Леукард/Лойкард фон Гера († сл. 1351), дъщеря на фогт Хайнрих I фон Гера († 1269/1274) и Лугард фон Хелдрунген († 1279). Брат е на Фолрад фон Кранихфелд, „Млади“ († сл. 1374), господар на Кранихфелд (1369), Луидгард/Лукарда фон Кранихфелд († 1376), омъжена пр. 5 февруари 1356 г. за Хайнрих VI 'Млади', господар и фогт цу Плауен († 1368/ 1369), и на София фон Кранихфелд, приорин в Оберваймар (1371 – 1373).
Господарите фон Кранихфелд са близки роднини и са свързани по собственост с Шварцбургите. Двата рода произлизат от рода на графовете фон Кефернбург. През 1172 г. господството Кранихфелд е разделено на Горно и Долно господство.
Родът изчезва по мъжка линия със смъртта на Херман IV фон Кранихфелд-Шауенфорст през 1383 г. Дъщеря му Матилда († сл. 1417) наследява Кранихфелд, която е омъжена за бургграф Албрехт III фон Кирхберг († 1427). През средата на 15 век дворецът и господството Горен-Кранихфелд са продадени на Дом Ройс, в който една дъщеря Ирмгард († 1462) от род Кирхберг е омъжена ок. 1398 г. за Хайнрих VII Ройс фон Плауен († 1426). Долното господство Кранихфелд отива на графовете фон Глайхен чрез женитба на правнучката Магдалена Ройс фон Плауен († 1521) за граф Лудвиг II фон Глайхен-Бланкенхайн († 1522).

## Фамилия
Херман IV фон Кранихфелд-Шауенфорст се жени пр. 11 септември 1361 г. за София фон Шварцбург-Вахсенбург († сл. 11 ноември 1361 или между 29 май 1399/1 септември 1417), дъщеря на граф Гюнтер XVIII фон Шварцбург-Вахсенбург († 1354/1355) и Рихца фон Шлюселбург († ок. 1348/1359), дъщеря на Конрад II фон Шлюселберг († 1347) и Елизабет. Те имат една дъщеря:
- Маргарета фон Кранихфелд († сл. 1417), наследничка, омъжена за бургграф Албрехт III фон Кирхберг († 1427). Те са родители на:
  - Ирмгард/Ермгарт фон Кирхберг († сл. 18 юни 1462), омъжена пр. 3 юни 1414 г. за Хайнрих VII Ройс фон Плауен „Млади“ († 16 юни 1426, битка при Аусиг)